# Centre d'informations musicales
Pour les articles homonymes, voir CIM.
Le Centre d'informations musicales (CIM), sigle repris par le Conservatoire International de Musique est une école de musique située à Paris. Créé en 1976, le CIM est une école de jazz et de musiques actuelles.
Alain Guerrini est le fondateur et directeur du Centre d'Informations Musicales. Une annonce qu'il a passée dans le journal Libération en 1976 a rassemblé 500 personnes autour de son projet d'école de jazz. Il a dirigé l'école depuis sa création en 1976 jusqu'à sa disparition en 1995, à l'âge de 54 ans. Il a été primé à titre posthume lors de la cérémonie des Django d'or 1995.
Le label Open a accompagné le CIM.
Initialement situé 83 bis rue Doudeauville (Paris 18e), le centre a déménagé, à cause de problèmes de locaux. Il est actuellement situé au 19 rue des Frigos (Paris 13e).

## Personnalités liées au CIM
- Ivan Jullien
- Pierre Cullaz tout d'abord
- Ü (Travis Bürki)
- Manu Codjia
- Youn Sun Nah
- Jean-Claude Briodin
- Albin de la Simone
- Sébastien Llado
- Pierrick Pédron
- Magic Malik
- François Staal
- Ludovic Bource
- Jef Gilson
- Michel Precastelli
- Lionel Benhamou
- David Marcos
- Angel Parra Orrego
- Christiane Legrand

## Groupes liés au CIM
- Sixun[8]